# دیزون
شهر دیزون (به فرانسوی: Dison) در شهرستان ورویه در استان لیئژ در منطقه فدرال والوون در کشور بلژیک واقع شده‌است.